# 利晶学園小学校
利晶学園小学校（りしょうばがくえんしょうがっこう）は、大阪府堺市東区西野にある私立小学校。

## 概要
2003年に開校した。校地はかつての桃山学院大学キャンパス敷地跡に立地しており、主な校舎も大学時代の建物をリニューアルして使っている。
体験学習や専科教員による指導など学力定着の取り組みや、しつけを重視した教育などに重点をおいている。また低学年からの英語教育・情報教育・異文化理解教育等を実施し、国際社会に対応できる人材の育成を目指す。
学校卒業後は条件に達したものだけが、利晶学園系列の3中学校（大阪立命館中学校・初芝富田林中学校・初芝橋本中学校）のいずれかへの内部進学が可能となっている。

## 沿革
2003年にはつしば学園小学校として開校した。
2025年度より、運営母体の学校法人名を「学校法人利晶学園」に変更し、小学校の名称も「利晶学園小学校」に変更された。

### 年表
- 2003年 - はつしば学園小学校として開校
- 2005年 - プール開設
- 2025年 - 利晶学園小学校に改称。

## 交通
- 南海高野線 北野田駅 南へ約1.3km。
  - 近隣の主要駅などからスクールバスを運行している[2]。